# 横浜市営バス保土ケ谷営業所
横浜市営バス保土ケ谷営業所（よこはましえいバスほどがやえいぎょうしょ）は、神奈川県横浜市保土ケ谷区川辺町に所在する横浜市交通局自動車部（横浜市営バス）の営業所。最寄り駅は相鉄本線星川駅、最寄りバス停留所は「保土ケ谷車庫前」である。
一般路線バスの担当エリアは保土ケ谷区・西区を中心に広範囲にわたる。
1959年（昭和34年）開設。なお同年には横浜市営トロリーバスが運行開始されている（1972年廃止）。
かつては定期観光バス「横濱ベイサイドライン」、西区コミュニティバス「西区おでかけサポートバス」（愛称「ハマちゃんバス」、横浜市営では唯一のコミュニティバス）の運行を担当していたが、いずれも廃止されている。

## 沿革
- 1959年（昭和34年）
  - 6月1日：西営業所として現在の横浜駅東口バスターミナルの場所に開業、浅間町営業所のバス部門が移転される。
  - 7月16日：横浜市営トロリーバス運行開始。浅間町営業所にトロリーバス浅間町車庫が置かれる。
- 1961年（昭和36年）10月1日：横浜市電浅間町営業所敷地内に、バス浅間町出張所を設置。
- 1964年（昭和39年）9月10日：62系統運行開始[2]。
- 1965年
  - 7月11日：横浜駅周辺再開発に伴い西営業所を廃止、保土ケ谷営業所を保土ケ谷区川辺町に設置。
  - 12月10日：バス浅間町出張所を派出所に変更。
- 1969年7月1日：市電・トロリーバス廃止により、浅間町派出所が再び営業所となる。
- 1972年（昭和47年）4月20日：75系統新設[2]。
- 1975年（昭和50年）3月31日：45系統（初代）廃止。
- 1980年（昭和55年）2月17日：若葉台派出所を設置。
- 1990年（平成2年）6月11日：若葉台派出所が若葉台営業所として独立。
- 1994年（平成6年）10月3日：28系統の山下ふ頭発着便廃止に伴い、77系統の藤棚循環線を新設。
- 1995年（平成7年）12月4日：210系統運行開始[2]。
- 1996年（平成8年）3月10日：22系統運行開始。
- 1997年（平成9年）9月1日：210系統延伸。
- 1998年（平成10年）1月：旧・32系統を現・32系統と89系統に分断。
- 1999年（平成11年）
  - 4月24日：よこはま動物園ズーラシア開園に伴い、5系統の動物園線と136系統を新設。
  - 9月10日：140系統廃止に伴い、89系統の県庁前（現・日本大通り駅県庁前） - 山下ふ頭間を延伸、経路変更。
- 2000年（平成12年）5月8日：212系統運行開始[2]。
- 2001年（平成13年）
  - 10月1日：212系統の保土ケ谷駅東口 - 保土ケ谷車庫前間を延伸。
  - 10月15日：77系統の藤棚循環線を廃止。
  - 11月1日：32・79系統の県庁前発の便を新県庁前発に変更。
- 2003年（平成15年）12月15日：270系統（ハマちゃんバス）運行開始[2]。
- 2004年（平成16年）12月27日：218系統運行開始[2]。211系統を若葉台営業所から移管。
- 2005年（平成17年）
  - 6月10日：変更許可の申請をせず営業所の車両収容能力を変更したため、7月4日までバス1台車両使用停止の行政処分を受ける。
  - 7月4日：77系統の平和台折返場発着便を廃止、同系統から撤退。
  - 12月12日：210系統に中型車を導入。
- 2006年（平成18年）
  - 1月30日：75系統のくぬぎ台団地 - 介護施設くぬぎ台間を延長。
  - 4月1日：270系統（ハマちゃんバス）の運行形態を大幅に変更。
- 2007年（平成19年）
  - 1月15日：47系統の桜木町駅前 - 山下ふ頭間を廃止。89系統の山下ふ頭発着を廃止し、横浜駅前発着に変更。
  - 3月31日：270系統（ハマちゃんバス）運行終了。47系統廃止。
  - 11月18日：PASMO利用開始。
  - 12月1日：116系統から撤退、同系統は相模鉄道と神奈川中央交通の2社共同運行となる。
- 2008年（平成20年）
  - 2月9日：92系統を緑営業所から移管。136系統を緑営業所へ移管。
  - 2月12日：5系統（出入庫便除く）・115系統から撤退。同系統は神奈川中央交通の運行となる。
  - 9月13日 - 11月30日：美術展「横浜トリエンナーレ」会場間シャトルバスの運行を担当。
  - 12月31日：25系統で終夜運転を実施。
- 2009年（平成21年）6月1日：雨の日臨時便運転開始。当営業所では34系統の運行を担当。
- 2011年（平成23年）
  - 3月7日：218系統が興和台地区へ乗り入れ、新井中学校前発着便新設。
  - 5月30日：雨の日臨時便のダイヤ改正。34系統での運行を廃止、新たに79系統で運行を開始。
- 2012年（平成24年）8月1日 - 9月30日 : 横浜DeNAベイスターズを応援するラッピング・イルミネーションバスを運行
- 2013年（平成25年）
  - 4月1日：予約制高速バス「スパリゾートハワイアンズ線」運行開始。
  - 11月1日：雨の日臨時便ダイヤ改正。79系統での運行を廃止、これにより当営業所での雨の日臨時便運行が無くなる。
- 2014年（平成26年）3月29日：260系統・346系統を新設。
- 2015年（平成27年）10月1日：ダイヤ改正により、89系統横浜駅 - 桜木町駅間の急行運転を開始。
- 2016年（平成28年）
  - 2月8日：南区総合庁舎が浦舟町に移転。これに伴い、79系統南区総合庁舎前経由関内駅北口循環線を新設。南区役所前バス停を「蒔田中学校前」に名称変更。
  - 4月1日：89系統を浅間町営業所に移管。31系統を浅間町営業所から移管。聖隷横浜病院循環を運行開始。
- 2017年（平成29年）
  - 7月24日：25系統Qを新設。
  - 10月1日：214系統・25系統Rの新設。210系統を全便中型車化。
- 2020年（令和2年）
  - 5月2日 : 市民病院移転に伴い、34系統のルート変更を実施[3]。50系統の深夜バスを廃止[4]。また、関連停留所の名称変更を実施[3]。
  - 6月1日 : 横浜市役所移転に伴い、関連停留所の名称変更を実施[5]。
- 2021年（令和3年）
  - 4月1日 : ダイヤ改正により、248系統 笹山団地 - 千丸台団地間の運行を開始[6]。
  - 7月11日 : 53系統を浅間町営業所から移管。
  - 10月1日 : 75系統を相鉄バスに移譲[7]。
- 2024年（令和6年）
  - 4月1日：ダイヤ改正により、深夜バスを廃止[8]。
  - 4月22日：乗務員不足のため一部にてさらなる減便を実施[9]。
  - 10月1日：乗務員不足のため一部にてダイヤ改正を実施[10]。

## 現行路線

### 22・220系統
| No.  | 運行区間                                                                                      |
| ---- | --------------------------------------------------------------------------------------------- |
| 22M  | 保土ケ谷駅西口 - 桜ケ丘 - 仏向町団地 - 和田町駅 - 星川駅                                      |
| 22O  | 保土ケ谷駅西口 - 桜ケ丘 - 仏向町団地 - 和田町駅 - 星川駅 - 保土ケ谷車庫前                     |
| 220A | 保土ケ谷駅西口 - 大門通 - 星川駅 - 和田町駅 - 仏向町団地 - 矢シ塚公園入口 - 和田町駅 - 星川駅 |

- 1996年（平成8年）3月10日 : 22系統運転開始[2]。
- 2010年（平成22年）3月23日 : 仏向地域ケアプラザ経由線開設により、和田町駅発着便(E)(F)新設[11]。
- 2022年（令和4年）4月1日 : 全便星川駅を経由するようになる[12]。
- 2023年（令和5年）4月3日 : 循環便が廃止される。矢シ塚公園入口経由便を220系統に改変[13]。

保土ケ谷駅西口を起点とし、仏向町地区を経て和田町駅・星川駅間を結ぶ路線。路線名称は仏向線とされる。新設当初は保土ヶ谷駅を基点とした循環線であったが、2010年に和田町駅発着便が運行開始をしたことから徐々に区間便の本数が増え、2023年のダイヤ改正にて全便が星川駅までの区間便となった。
220系統は星川駅を起点とし、22系統より仏向町のさらに外側の外周を回る循環路線である。2009年に市交通局が施策を開始した生活支援バスサービスふれあいバス的な役割を持つ路線であり、新設当初から日中に2循環のみの運行である。新設当初は22系統として運行されていたが、2023年のダイヤ改正により、220系統に改称された。
2010年3月23日から2022年4月1日までは循環便に加え、和田町駅発着便（一部矢シ塚公園入口経由）が運行されていた。和田町駅発着便に関しては、同駅発着の相鉄バス同様、星川小学校前付近の公道を二度右折する形で折り返す。また現在も全便小型車で運行される。

### 25・125・127系統
| No.              | 運行区間 |
| ---------------- | --- |
| 25A              | 保土ケ谷駅西口 → 桜ケ丘 → 保土ケ谷野球場前 → 星川駅入口 → 大門通 → 浅間下 → 横浜駅西口                       |
| 25B              | 保土ケ谷駅西口 ← 桜ケ丘 ← 保土ケ谷野球場前 ← 星川駅入口 ← 大門通 ← 洪福寺                                    |
| 25C              | 保土ケ谷駅西口 - 桜ケ丘 - 保土ケ谷野球場前 - 星川駅入口 - 大門通                                             |
| 25D              | 保土ケ谷駅西口 ← 桜ケ丘 ← 保土ケ谷野球場前 ← 星川駅入口 ← 大門通 ← 浅間下 ← 横浜駅西口                       |
| 25Q              | 保土ケ谷駅西口 - 桜ケ丘 - 保土ケ谷野球場前 - 明神台                                                          |
| 125A(循環内回り) | 星川駅 → 星川中央公園前 → 明神台 → 保土ケ谷野球場前 → 桜丘高校前 → 桜ケ丘 → 保土ケ谷駅西口 → 大門通 → 星川駅 |
| 125B             | 星川駅 → 星川中央公園前 → 明神台 → 保土ケ谷野球場前 → 桜丘高校前 → 桜ケ丘 → 保土ケ谷駅西口                   |
| 125C             | 保土ケ谷車庫前 → 星川駅 → 星川中央公園前 → 明神台 → 保土ケ谷野球場前 → 桜丘高校前 → 桜ケ丘 → 保土ケ谷駅西口  |
| 127A(循環外回り) | 星川駅 → 大門通 → 保土ケ谷駅西口 → 桜ケ丘 → 桜丘高校前 → 保土ケ谷野球場前 → 明神台 → 星川中央公園前 → 星川駅 |
| 127B             | 保土ケ谷駅西口 → 桜ケ丘 → 桜丘高校前 → 保土ケ谷野球場前 → 明神台 → 星川中央公園前 → 星川駅                   |
| 127C             | 保土ケ谷駅西口 → 桜ケ丘 → 桜丘高校前 → 保土ケ谷野球場前 → 明神台 → 星川中央公園前 → 星川駅 → 保土ケ谷車庫前  |

- 1951年（昭和26年）2月20日 : 25系統（保土ケ谷駅 - 星川駅）開設[2]。
- 2017年（平成25年）
  - 7月23日 : 保土ケ谷駅西口 - 桜ケ丘 - 花見台 - 明神台の区間便開設。
  - 10月1日 : 星川駅 - 桜ケ丘 - 保土ケ谷駅西口の区間便新設。
- 2023年（令和6年）4月3日 : 循環便、星川駅発着便を125系統、127系統に改変[13]。

保土ヶ谷駅から桜が丘・明神台地区を経由して横浜駅西口へと至る路線であり、22系統の内側の保土ヶ谷公園通りを経由する。沿線には保土ケ谷野球場・保土ケ谷公園があり、高校野球の試合開催時やイベント開催時には大変混雑するため、臨時便が運行される場合がある。かつては保土ケ谷駅西口 - 横浜駅西口を結ぶ路線のみが存在していたが、後に保土ケ谷駅発着の循環線が設けられ、数多の区間便も設定された。
2017年には相次いで区間便の新設が行われ、7月23日のダイヤ改正では明神台 - 桜ケ丘 - 保土ケ谷駅西口の区間便(25系統Q)が、10月1日のダイヤ改正では星川駅 - 桜ケ丘 - 保土ケ谷駅西口の区間便(25系統R)が新設されている。
2023年のダイヤ改正により、循環線および星川駅発着便は一部保土ヶ谷車庫発着としたうえで125・127系統の改変された。127系統の保土ケ谷車庫行きは、起点の保土ケ谷駅西口から桜丘高校前までは22系統と同じルートを走行する。その後別々のルートを走行し、星川中央公園前から再び22系統と同じルートを走行して終点の保土ケ谷車庫前に到着する。

### 31系統
| No. | 運行区間                                                                               |
| --- | -------------------------------------------------------------------------------------- |
| 31B | 横浜駅西口 → 東神奈川駅西口 → 東白楽 → 白幡仲町 → 白幡東町 → 大口駅前                  |
| 31C | 大口駅前 → 白幡東町 → 白幡東町商店街 → 白幡仲町 → 東白楽 → 東神奈川駅西口 → 横浜駅西口 |
| 31D | 横浜駅西口 → 東神奈川駅西口 → 東白楽 → 白幡仲町 → 白幡東町                             |

- 戦前 : 31系統のルーツと考えられる路線（六角橋 - 新子安 - 宝町 - 大黒町 - 明神前）が開設[2][出典無効][15]。
- 1945年（昭和20年）5月30日 : 横浜大空襲による車両不足のため、運行を休止[2]。
- 1951年（昭和26年）9月20日 : 現在の31系統となる市役所前（現在の二ツ谷町） - 大口 - 六角橋 - 市役所前間が運行再開[2]。
- 2007年（平成19年）8月20日 : 従来の一方循環から大口駅折返しに変更される[16]。
- 2016年（平成28年）4月1日 : 浅間町営業所から移管される。
- 2024年（令和6年）4月1日 : 横浜発の最終便を白幡東町止に短縮[17]。
- 2024年（令和6年）10月1日 : 横浜発の最終便から平日夜間1本に白幡東町止を変更。

横浜駅西口と大口駅を東白楽・白幡地区を経由して結ぶ路線。白幡仲町 - 白幡東町間は横浜駅方面のみ「白幡東町商店街」を経由して運行される。狭隘区間を通る箇所があるため小型車で運行される。

### 32系統
| No. | 運行区間 |
| --- | --- |
| 32F | 保土ケ谷車庫前 → 峯小学校前 → 洪福寺 → 保土ケ谷駅東口 → 聖隷横浜病院前 → 阪東橋 → 羽衣町 → 地下鉄関内駅 → 日本大通り駅県庁前 |
| 32G | 保土ケ谷車庫前 ← 峯小学校前 ← 洪福寺 ← 保土ケ谷駅東口 ← 聖隷横浜病院前 ← 阪東橋 → 羽衣町 ← 地下鉄関内駅 ← 新県庁前           |
| 32J | 保土ケ谷車庫前 → 峯小学校前 → 洪福寺 → 保土ケ谷駅東口 → 聖隷横浜病院前 → 久保山霊堂前                                        |
| 32K | 保土ケ谷車庫前 ← 峯小学校前 ← 洪福寺 ← 保土ケ谷駅東口 ← 聖隷横浜病院前 ← 久保山霊堂前                                        |
| 32L | 保土ケ谷駅東口 → 聖隷横浜病院前 → 阪東橋 → 羽衣町 → 地下鉄関内駅 → 日本大通り駅県庁前                                        |
| 32M | 保土ケ谷駅東口 ← 聖隷横浜病院前 ← 阪東橋 → 羽衣町 ← 地下鉄関内駅 ← 新県庁前                                                  |

32系統久保山線は元々は保土ケ谷車庫前 - 久保山霊堂前 - 阪東橋 - 県庁前 - 一本松小学校を結ぶ長大路線であった。1998年1月19日に県庁前 - 一本松小学校前が89系統として分割された。新県庁前発の復路は県庁前（現：日本大通り駅県庁前）発だったが、2001年に変更された。彼岸時は元久保町 - 久保山霊堂が一方通行となる時間が存在するため、当該時間に運行する便は元久保町から旭4（相鉄）と同区間（元久保町 - どんどん商店街 - 前里町 - 黄金町）を走行する。
79系統と同様、平日の朝夕は日本大通り駅県庁前着、新県庁前発となるが、79系統は本町4丁目経由に対し、当系統は路線分割前の名残りで開港記念会館前を経由する。
2018年3月のダイヤ改正に伴い、平日閑散時と土休日の行き先が、関内駅北口から市庁前に変更された。なお、復路は従来通り関内駅北口始発である。
2020年6月1日からバス停名称変更に伴い、「市庁前」行きを「港町」行きに変更。ただし前面の行先表示では１つ手前の「地下鉄関内駅」が大きく表示され、「港町」は右端に小さく表示されるのみである。
2023年4月3日のダイヤ改正に伴い、関内駅北口発、港町着の便が廃止となる。

### 33系統
| No. | 運行区間                                                                                                 |
| --- | --- |
| 33H | 星川駅 → 保土ケ谷野球場前 → 花見台 → 富士見橋 → 仏向町団地 → 和田町駅 → 星川駅 → 大門通 → 保土ケ谷駅西口 |
| 33I | 星川駅 ← 保土ケ谷野球場前 ← 花見台 ← 富士見橋 ← 仏向町団地 ← 和田町駅 ← 星川駅 ← 大門通 ← 保土ケ谷駅西口 |

- 2018年3月26日：22系統の混雑対策として開設。開設当時は和田町駅を中心に循環していた[19]。
- 2023年4月3日：和田町駅発着便を廃止し、星川駅発着に変更。区間便を廃止する[13]。

全ての便が保土ケ谷駅西口か星川駅を始終着とし、仏向町地区を循環している。
33系統の系統番号は「たまプラーザ駅 - 中山駅」（後に区間短縮され、市が尾駅 - あざみ野駅）線として利用されており、当系統は2代目である。

### 53系統（児童遊園地線）
| No. | 運行区間                                                                                     |
| --- | -------------------------------------------------------------------------------------------- |
| 53B | 保土ケ谷駅東口 - 北永田 - 児童遊園地 - 平和台折返場                                          |
| 53C | 横浜駅西口 - 洪福寺 - 保土ケ谷駅東口 - 北永田 - 児童遊園地前 - 平和台折返場                  |
| 53D | 保土ケ谷車庫前 - 峯小学校前 - 洪福寺 - 保土ケ谷駅東口 - 北永田 - 児童遊園地前 - 平和台折返場 |

- 2003年11月1日 : 相鉄バス 旭3系統（横浜駅西口 - 児童遊園地前）の廃止に伴い、同区間を受け継ぐ形で開設。浅間町営業所が担当。
- 2021年7月11日 : 浅間町営業所から移管される。
- 2022年4月1日　: 28系統(初代)の廃止に伴い、保土ケ谷車庫前 - 平和台折返場運行便新設[12]。

かつて相鉄バスの旭3として運行されていた路線で、相鉄が撤退するのに伴い、2003年より横浜市営が代わりに同区間を受け持つようになった。移管の際に、児童遊園地の折返所が閉鎖されたため、平和台折返場まで延伸された。日中 - 夕方にかけては横浜駅西口発着便が運行され、第2バスターミナルより発着する。平日日中の一部便と朝と夜20時台以降に運行される全便は保土ケ谷駅東口発着となる。横浜駅西口発の便のみ横浜駅西口 - 楠町間で北幸2丁目停留所に停車する。
53系統を名乗る路線は当系統が2代目であり、初代は港南営業所の「戸塚駅東口 - 上永谷駅 - 吉原 - 上大岡駅前」線で使用されていた。

### 79系統
| No. | 運行区間 |
| --- | --- |
| 79B | 平和台折返場 ← 児童遊園地前 ← 北永田 ← 井土ケ谷駅前 ← 蒔田駅前 ← 阪東橋 ← 羽衣町 ← 関内駅北口                                       |
| 79C | 平和台折返場 → 児童遊園地前 → 北永田 → 井土ケ谷駅前 → 井土ケ谷下町 → 蒔田中学校前 → 蒔田駅前 → 井土ケ谷駅前 → 永田町 → 平和台折返場 |
| 79D | 平和台折返場 → 児童遊園地前 → 北永田 → 井土ケ谷駅前 → 蒔田駅前 → 阪東橋 → 羽衣町 → 本町4丁目 → 日本大通り駅県庁前                   |
| 79E | 平和台折返場 ← 児童遊園地前 ← 北永田 ← 井土ケ谷駅前 ← 蒔田駅前 ← 阪東橋 ← 羽衣町 ← 本町4丁目 ← 新県庁前                             |
| 79H | 平和台折返場 → 児童遊園地前 → 北永田 → 井土ケ谷駅前 → 蒔田駅前 → 阪東橋 → 羽衣町 → 地下鉄関内駅 → 港町                              |
| 79I | 平和台折返場 → 児童遊園地前 → 北永田 → 井土ケ谷駅前 → 鶴巻 → 蒔田駅前 → 阪東橋 → 南区総合庁舎前 → 市大センター病院前                |
| 79J | 南区総合庁舎前 → 市大センター病院前 → 阪東橋 → 蒔田駅前 → 井土ケ谷駅前 → 北永田 → 児童遊園地前 → 平和台折返場                       |

#### 沿革
- 1964年5月25日 - 79系統（県庁前 - 芹が谷）の運行を開始[2]。
- 時期不明 - 現行ルート（県庁前 - 平和台）に変更。
- 2006年8月31日 - 神奈川県生活交通確保対策地域協議会に当系統を含む38路線の退位を提出[21]。
- 2006年11月14日 - 当系統を含む13路線が暫定運行措置として2年間運行されることが決定[22]。
- 2007年4月1日 - 暫定運行措置としての運行を開始[22]。
- 2009年4月1日 - 減便の上で正規営業路線に復帰[23]。
- 2011年5月30日 - 雨の日臨時便の運行開始[24]。
- 2013年11月1日 - 雨の日臨時便の廃止[25]。
- 2016年2月8日 - 南区役所の移転に伴い、南区総合庁舎経由関内駅北口循環を新設する[26][27]。南区役所前の停留所名称を蒔田中学校前に変更。
- 2017年2月8日 - 南区総合庁舎経由のルートを井土ケ谷下町経由に変更し、系統番号を「79系統」から「199系統」に改める[28][29]。また、神奈中バスとの乗り継ぎ割引が設定される[30]。
- 2018年3月24日 - 関内駅北口行が市庁前止まりに短縮される[31]。なお、復路は従来通り関内駅北口始発となっている。
- 2020年4月1日 - 神奈中バスとの乗り継ぎ割引廃止に伴い、井土ケ谷下町経由のルートを廃止[32]。
- 2020年6月1日 - バス停名称変更に伴い、「市庁前」行きを「港町」行きに変更。
- 2025年3月15日 - 199系統を区間短縮したうえで、79系統に名称を変更[33]。

79系統は南区の永田地区と市内中心部の関内地区を井土ヶ谷駅、鎌倉街道を経由して結ぶ路線である。
時間帯によって行先が変わる事が特徴で、平日・土曜の朝夕は日本大通り駅県庁前（復路は新県庁前発）発着と蒔田駅循環、それ以外は港町/関内駅北口発着便が運行される。
2007年ごろの横浜市営バス路線再編の際には、関内駅、県庁前発着系統を廃止し、全て蒔田駅循環に統一する計画が発表されたが、沿線住民の反対により減便されたものの現在でも運行されている。
港町行きは地下鉄関内駅を経由するが、前面の表示では経由地の「地下鉄関内駅」が大きく表示されている。平和台折返場行きの場合、方向幕には「平和台」と表示されるが、「平和台」と「平和台折返場」は別の停留所である。
2010年12月31日から2011年1月1日の終夜運転では、大さん橋客船ターミナルまで乗り入れる特別系統が運行された。

### 92系統
| No. | 運行区間                                                         |
| --- | ---------------------------------------------------------------- |
| 92A | 横浜駅西口 ← (鶴屋町3丁目) ← 洪福寺 ← 和田町 ← 梅の木 ← 笹山団地 |
| 92B | 横浜駅西口 → 洪福寺 → 和田町 → 梅の木 → 笹山団地中央             |
| 92C | 横浜駅西口 ← (岡野町) ← 洪福寺 ← 和田町 ← 梅の木 ← 笹山団地      |
| 92D | 保土ケ谷車庫前 ← 和田町 ← 梅の木 ← 笹山団地                      |
| 92E | 保土ケ谷車庫前 → 和田町 → 梅の木 → 笹山団地中央                  |

- 1967年12月1日 - 運行開始[2]。
- 2008年2月9日 - 緑営業所から移管される。
- 2018年12月1日 - 渋滞対策として、土休日の横浜駅方面行の経路を変更[37]。
- 2020年4月1日 - 緑営業所との共管になる。

横浜駅西口と保土ケ谷区の笹山団地を国道16号線経由で結ぶ。横浜駅西口 - 梅の木で急行運転を行い、洪福寺・峯小学校前・和田町・上星川・川島町・梅の木保育園前（笹山団地方向のみ）のみに停車する。路線名称は笹山団地線。路線開設時は往復ともに笹山団地発着であったが、のちに笹山団地方向のみが笹山団地中央まで延伸された。
以前は緑営業所が本系統を所管し、2008年2月9日ダイヤ改正により本営業所へ移管されたが、2020年4月1日のダイヤ改正で再び緑営業所も担当する事になり、保土ケ谷と緑の共管路線となった。
また土曜・休日と年末年始の横浜駅西口方向のみ、鶴屋町交差点の右折渋滞対策として、洪福寺 - 浅間下交差点右折 - 岡野交差点左折 - 横浜駅西口の経路（急行区間のため途中停車なし）で運行されている。

### 101系統
| No.  | 運行区間                                                                                         |
| ---- | ------------------------------------------------------------------------------------------------ |
| 101A | 保土ケ谷車庫前 - 洪福寺 - 浅間下 - 桜木町駅前 - 地下鉄関内駅 - 元町 - 和田山口 - 間門 - 根岸駅前 |
| 101B | 保土ケ谷車庫前 → 洪福寺 → 浅間下 → 桜木町駅前 → 地下鉄関内駅 → 港町                              |

保土ケ谷車庫前から市内中心部を経由して根岸駅前までを結ぶ路線で、市電・5系統の代替バス路線である。路線名称は洪福寺線だが、一般向けの案内に使用される事は殆ど無い。
桜木町駅前 - 元町にかけて市内中心部を経由し、元町 - 麦田町間では旧市電専用トンネルを通る。市営バスのなかでも長距離を運行する路線の一つであり、本数は日中でも毎時3 - 4本程度が運行される。同じく市電代替系統である105・106系統と重複する区間が多い。
また昭和56年頃の横浜市交通局の路線図には根岸駅～宮田町・保土ケ谷駅西口と表記されているが根岸駅～保土ケ谷駅西口間の本数や実際に運行されていたかは不明である。
滝頭営業所と共管となっており、滝頭営業所所属車両も保土ケ谷営業所内に入って休憩する。

### 207系統
| No.  | 運行区間                                                            |
| ---- | ------------------------------------------------------------------- |
| 207A | 横浜駅西口 → 岡野町 → 洪福寺 → 宮田町 → 保土ケ谷車庫前              |
| 207B | 横浜駅西口 ← 岡野町 ← 洪福寺 ← 宮田町 ← 峯小学校前 ← 保土ケ谷車庫前 |

- 2017年7月24日：5系統、201系統の出入庫便を207系統として改編し開設[38]。
- 2021年4月1日：横浜駅西口行きが全便峯小学校を経由するようになる[6]。

2017年7月24日に経路変更と共に5系統・201系統の保土ケ谷車庫発着を改編したものである。改編前は峯小学校経由があったり、土休日の横浜駅西口行は201系統にも関わらず全便が岡野町を経由、それ以外の便は鶴屋町経由だったが、改編後はすべてのバスが岡野町経由となりシンプルな形となった。また改編から2021年4月1日までは峯小学校を経由していなかった。車両は小型車・大型車問わず使用される。

### 210系統
| No.  | 運行区間 |
| ---- | --- |
| 210F | 東戸塚駅前 - 境木中学校前                                                                                           |
| 210G | 東戸塚駅前 → 境木中学校前 → 平戸2丁目 → 平戸幼稚園入口 → 境木中学校前 → 東戸塚駅前                                  |
| 210H | 町内会館入口 → 平戸2丁目 → 平戸幼稚園入口 → 境木中学校前 → 東戸塚駅前                                               |
| 210I | 東戸塚駅前 → 境木中学校前 → 平戸2丁目 → 平戸幼稚園入口                                                              |
| 210J | 東戸塚駅前 → 境木中学校前（バスターミナル） → 境木中学校前 → 平戸2丁目 → 平戸幼稚園入口 → 境木中学校前 → 東戸塚駅前 |
| 210K | 東戸塚駅前 → 境木中学校前（バスターミナル） → 境木中学校前 → 平戸2丁目 → 平戸幼稚園入口                             |

- 1995年12月4日 運転開始[2]。
- 1997年9月1日 境木中学校前 - 平戸2丁目(循環) 延伸。
- 2005年12月12日 東戸塚駅前 - 境木中学校前間に中型車導入。深夜バス（374系統）運転開始。
- 2008年6月16日 深夜バス増便（374系統B）新設。
- 2017年10月1日 全便中型車での運行となる。
- 2024年4月1日 深夜バス（374系統）廃止[8]。

横須賀線東戸塚駅と境木・平戸地区を結ぶ路線である。路線名称は境木線である。多くは東戸塚駅 - 境木中学校前間の往復だが、一部は平戸2丁目を経由する循環線として運行されている。
1995年の路線開設以来、全便が小型車で運行されていたが、2005年12月からは東戸塚駅 - 境木中学校前の一部便について中型車で運行を開始。その後も中型車運用の割合は上昇し、2017年10月1日（平戸2丁目経由循環便の中型化）以降は全便が中型車で運行されている。2008年6月16日からは、東戸塚駅発公務員住宅行き深夜バスが新設された。
境木中学校前で折り返す便（F）はバスターミナルを発着するが、循環便（G）および平戸幼稚園入口止まりの便（I）はバスターミナルに入らず、交差点を右折した先にある路上の停留所を発着する。ただし、東戸塚駅前を22:00以降に出発する循環便（J）・平戸幼稚園入口止まりの便（K）は境木中学校前のバスターミナル内でも乗降扱いを行う。

### 211系統
| No.  | 運行区間                               |
| ---- | -------------------------------------- |
| 211A | 鶴ケ峰駅 - 旭環境センター前 - 福寿荘前 |

- 1996年11月11日 運転開始[2]。
- 2004年12月7日 218系統新設に伴い、本系統を若葉台営業所より移管。同時に小型車使用へ変更。

相鉄本線鶴ケ峰駅と、資源循環局旭工場に隣接する老人福祉センター「福寿荘」を結ぶ。路線名称は福寿荘線。
路線開設当初は若葉台営業所が所管しており、5・115系統と共通運用の大型車が使用されていた。2004年に218系統望洋台線が運転開始した際に本営業所へ移管。両系統で共通運用の小型車使用へと変更された。

### 212系統
| No.  | 運行区間 |
| ---- | --- |
| 212A | 保土ケ谷駅東口 → 山王下 → 瀬戸ヶ谷小学校 → 東伸坂上 → 保土ケ谷駅東口                                                                               |
| 212B | 保土ケ谷車庫前 → 峯小学校前 → 洪福寺 → 保土ケ谷駅東口 → 山王下 → 瀬戸ヶ谷小学校 → 東伸坂上 → 保土ケ谷駅東口                                        |
| 212C | 保土ケ谷駅東口 → 山王下 → 瀬戸ヶ谷小学校 → 東伸坂上 → 保土ケ谷駅東口 → 水道道 → 峯小学校前 → 保土ケ谷車庫前                                        |
| 212D | 保土ケ谷車庫前 → 峯小学校前 → 洪福寺 → 保土ケ谷駅東口 → 山王下 → 瀬戸ヶ谷小学校 → 東伸坂上 → 保土ケ谷駅東口 → 洪福寺 → 峯小学校前 → 保土ケ谷車庫前 |
| 212E | 山王下 → 瀬戸ヶ谷小学校 → 東伸坂上 → 保土ケ谷駅東口                                                                                                |

- 2000年5月8日 運転開始[2]。
- 2001年10月1日 保土ケ谷車庫前発着便を新設。
- 2008年7月14日 深夜バス運転開始。
- 2024年4月1日 深夜バス廃止（376系統）[8]。
- 2024年6月1日 東口商店街バス停（瀬戸ヶ谷小学校方向のみ）を廃止[40]。

保土ケ谷車庫前・保土ケ谷駅東口と瀬戸ケ谷地区を結ぶ路線である。全便小型車で運行される。

### 214系統
| No.  | 運行区間                                                                                                 |
| ---- | --- |
| 214A | 東戸塚駅前 → グリーンタウン入口 → 境木本町西 → 権太坂東 → 境木中学校前 → グリーンタウン入口 → 東戸塚駅前 |

- 2017年10月1日：試験運行開始[2]。
- 2018年10月1日：本格運行に移行。

東戸塚駅と境木本町・権太坂地区を結ぶ一方循環の路線。朝ラッシュ時間帯は毎時2本、その他の時間は毎時1本運行されている。
横浜市地域交通サポート事業を活用し、2018年9月30日まで1年間の試験運行を実施し、翌10月1日から本格運行に移行している。現在は全便中型車で運行。

### 218系統
| No.  | 運行区間 |
| ---- | --- |
| 218A | 福寿荘前 → 西谷駅前 → 望洋台入口 → 上菅田笹の丘小学校前 → 望洋台入口 → 西谷駅前 → 福寿荘前                  |
| 218B | 望洋台入口 → 上菅田笹の丘小学校前 → 望洋台入口 → 西谷駅前 → 福寿荘前                                        |
| 218C | 福寿荘前 → 西谷駅前 → 望洋台入口 → 上菅田笹の丘小学校前                                                     |
| 218D | 福寿荘前 → 西谷駅前 → 望洋台入口 → 上菅田笹の丘小学校前 → 望洋台入口 → 西谷駅前 → 興和台西 → 新井中学校前   |
| 218F | 新井中学校前 → 第二公園前 → 西谷駅前 → 望洋台入口 → 上菅田笹の丘小学校前 → 望洋台入口 → 西谷駅前 → 福寿荘前 |

- 2004年12月27日 運転開始[2]。
- 2011年3月7日 興和台地区への乗り入れ開始。
- 2024年4月1日 「上菅田小学校前」を「上菅田笹の丘小学校前」に改名[17]

資源循環局旭工場に隣接する老人福祉センター「福寿荘」から相鉄線西谷駅を経由し、保土ケ谷区上菅田町の住宅地を結ぶ路線である。
福寿荘前または新井中学校前発着の循環線が基本であるが、朝・夜には望洋台入口や上菅田笹の丘小学校前で起終点となる運行がある。
2011年3月からは興和台地区への乗り入れが開始となり、新井中学校前発着の子系統(D) - (G)が新設された。興和台地区内の停留所は全て片方向のみの設置となっているが、新井中学校前を通して乗車する事は出来ない。

### 248系統
| No.  | 運行区間                                                   |
| ---- | ---------------------------------------------------------- |
| 248B | 笹山団地 → 梅の木 → 西谷駅 → 千丸台団地 → 千丸台集会所     |
| 248C | 笹山団地中央 ← 梅の木 ← 西谷駅 ← 千丸台団地 ← 千丸台集会所 |

- 2021年4月1日 : 62系統（市営運行便）の代替として運転開始[42]。緑営業所と共管。
- 2022年4月1日：全便千丸台集会所発着となる[12]。
- 2025年1月6日：西谷駅方向の愛宕バス停廃止[43]。

2021年4月1日のダイヤ改正で廃止・大幅に運行本数が減少した62・92・119（峯小学校発着便）系統の代替として設定された路線。笹山団地から神奈川県道109号、国道16号を通り千丸台団地までを結ぶ路線で、相鉄本線・相鉄新横浜線の西谷駅を経由し日中は一方のみ千丸台集会所まで運行する。笹山団地 - 梅の木間は92系統、梅の木 - 千丸台団地間は神奈川中央交通62系統と重複区間である。前身となる62・119系統から引き続き梅の木 - 千丸台団地間は神奈中バスとの共通定期券の適用区間となっている。この路線設定まで、笹山団地から最寄り駅である西谷駅への直通路線は深夜バスを除きなかった。

### 260系統
| No.  | 運行区間                                        |
| ---- | ----------------------------------------------- |
| 260A | 東戸塚駅 - 境木地蔵尊 - 権太坂上 - 平和台折返場 |

- 2014年3月29日：運転開始[2]。

横須賀線東戸塚駅と平和台折返場を結ぶ路線。東戸塚駅と平和台を結ぶ路線としては神奈川中央交通が品濃口・国道平戸経由で運行する横17・東21・205系統などがあるが、これに対して260系統は境木地区経由で平和台へと向かう。東戸塚駅 - 境木中学校前間は210系統と同様のルートを辿るが、260系統は境木中学校からその先の平和台折返場へと向かう。
平日は朝夕のみ、土休日は日中のみ運行され、全便中型車で運行される。
この系統の新設により、2006年3月の77系統移譲以来8年ぶりに、平和台方面の権太坂上、児童遊園地入口バス停の市営バスが復活した。
境木中学校前バス停は停車しない。

### 288系統（聖隷横浜病院循環）
| No.  | 運行区間                                                         |
| ---- | ---------------------------------------------------------------- |
| 288A | 聖隷横浜病院 → 藤棚 → 保土ケ谷駅東口 → 保土ケ谷橋 → 聖隷横浜病院 |
| 288B | 保土ケ谷駅東口 → 保土ケ谷橋 → 聖隷横浜病院                       |
| 288C | 聖隷横浜病院 → 藤棚 → 保土ケ谷駅東口                             |

2016年4月1日から運行を開始した聖隷横浜病院発着の一方循環路線。
急行表記はされていないが、聖隷横浜病院・境の谷・藤棚・水道道・保土ケ谷駅東口・保土ケ谷橋にのみ停車する。小型ノンステップバスで運行される。聖隷横浜病院では正門前を発着場所としている。
平日のみ運行され、日中は聖隷横浜病院を発着地とした循環便として運行されるが、保土ケ谷駅東口発の始発便は保土ケ谷駅東口 → 聖隷横浜病院、聖隷横浜病院発の最終便は聖隷横浜病院 → 保土ケ谷駅東口の区間便となっている。

### ハワイアンズ線
| No. | 運行区間                        |
| --- | ------------------------------- |
| -   | YCAT - スパリゾートハワイアンズ |

2013年4月1日に運行開始した予約制高速バス。予約は保土ケ谷営業所ではなく、ハワイアンズ東京予約センターにて受け付けている。ただし、ハワイアンズ内にある4つのホテルの宿泊客に限り利用できる。

## 廃止・移管路線

### 5・201系統
- 5A：横浜駅西口 - 鶴屋町3丁目 - 洪福寺 - 和田町 - 鶴ケ峰駅 - 今宿 - 大貫橋 - 亀甲山 - 卸センター - 亀甲山
- 5B：横浜駅西口 - 鶴屋町3丁目 - 洪福寺 - 和田町 - 鶴ケ峰駅 - 今宿 - 大貫橋 - 亀甲山（若葉台営業所と共管）
- 5C：洪福寺 → 和田町 → 西谷駅 → 鶴ケ峰駅 → 今宿 → 大貫橋 → 亀甲山（始発のみ）
- 5D：鶴ケ峰駅 - 今宿 - 大貫橋 - 亀甲山 - 卸センター - 亀甲山
- 5E：鶴ケ峰駅 - 今宿 - 大貫橋 - 亀甲山
- 5F：横浜駅西口 - 鶴屋町3丁目 - 浅間下 - 洪福寺 - 峯小学校前 - 保土ケ谷車庫前
- 5G：横浜駅西口 - 鶴屋町3丁目 - 浅間下 - 洪福寺 - 保土ケ谷車庫前
- 5H：横浜駅西口 - 鶴屋町3丁目 - 洪福寺 - 和田町 - 鶴ケ峰駅 - 今宿 - 大貫橋 - 若葉台近隣公園前 - 若葉台中央（若葉台営業所と共管）
- 5J：鶴ケ峰駅 - 今宿 - 都岡辻 - よこはま動物園（若葉台営業所と共管）
- 5K：急行　鶴ケ峰駅 - 今宿 - 都岡辻 - よこはま動物園（若葉台営業所と共管）
- 5M：亀甲山 → 大貫橋 → 今宿 → 鶴ケ峰駅 → 和田町 → 保土ケ谷車庫前（最終のみ）
- 201G：保土ケ谷車庫前 → 峯小学校前 → 宮田町 → 洪福寺 → 岡野町 → 横浜駅西口
- 201H：保土ケ谷車庫前 → 宮田町 → 洪福寺 → 岡野町 → 横浜駅西口

亀甲山・若葉台中央・よこはま動物園発着の路線がメインで運行されていた。保土ケ谷車庫発着は当営業所の単独、それ以外は若葉台営業所と共管系統であった。
2008年2月12日をもって亀甲山発着を廃止し、若葉台発着を神奈川中央交通に移管した。残った横浜駅西口 - 保土ケ谷車庫の便は引き続き当営業所が担当していたものの、2017年7月24日のダイヤ改正により経路変更とともに207系統に名称変更した。

### 7系統
- 7A：横浜駅 - 東神奈川駅西口 - 岸谷 - 三ツ池道 - 国道尻手 - 川崎駅西口

市営バスで唯一の川崎市内乗り入れ路線。1981年の港北営業所の開設にともない、それまで保土ケ谷担当であった59系統ならびに旧80系統（横浜駅西口-新横浜駅）を港北へ移管したことから、代わりに旧鶴見営業所が、生麦営業所（現鶴見）と共同運行していた7系統の大部分が移管されたもの。1994年頃に鶴見営業所へ移管された。

### 28系統
- 28R：平和台折返場 - 権太坂 - 保土ケ谷駅東口 - 藤棚 - 浜松町 - 戸部本町 - 桜木町駅前 - 大さん橋 - 山下ふ頭入口 - 山下ふ頭（野庭営業所と共管）
- 28K：平和台折返場 → 権太坂上 → 保土ケ谷駅東口 → 水道道 → 峯小学校前 → 保土ケ谷車庫前

1994年（平成6年）の路線再編までは芹が谷地区から国道1号、藤棚、戸部本町、吉田橋、大桟橋を経由して山下ふ頭への路線であったが、同改正以降は平和台折返場と保土ケ谷車庫前を結ぶ出入庫便のみが残った。同時に本系統は国道1号線沿線から保土ケ谷区役所への通所対策も担っている。本線系統の名残として、現在も内部での路線名称は桟橋線である。
2005年（平成17年）には芹が谷地区の神奈川中央交通移譲を目前としてのダイヤ改正が実施され、同改正以降、保土ケ谷車庫方向のみの運行となった。

経路変更前の28系統のうち、平和台発着便の多くを担当していた。当初は山下ふ頭入口止まりだったが、後に山下ふ頭まで延伸された。この時に存在した当系統の区間便である保土ケ谷駅 - 平和台、水道道 - 保土ケ谷駅 - 平和台はそれぞれ77系統へ変更され、この経路の多くが47系統に継承された。
2021年7月11日のダイヤ改正で残っていた保土ケ谷車庫方向の運行も53系統の保土ケ谷車庫発着便の新設に伴い運行休止。
2023年1月4日、緑営業所所管で28系統中山駅北口 - 新羽駅の開設により正式廃止された。

### 34系統
- 34A：横浜駅西口 → 岡野町 → 三ツ沢総合グランド入口 → 翠嵐高校前 → 沢渡 → 泉町 → 横浜駅西口

- 34B：横浜駅西口 → 岡野町 → 三ツ沢総合グランド入口 → 市民病院 → 翠嵐高校前 → 沢渡 → 泉町 → 横浜駅西口

沢渡循環と呼ばれる横浜駅西口から翠嵐高校・沢渡地区を経由し、横浜駅西口へ戻ってくる一方循環路線。三ツ沢総合グランド入口 → 泉町間に一方通行区間や道幅が狭い区間が存在するが大型車が充当される。かつては、浅間町営業所との共管系統であったが、現在は浅間町営業所単独での運行となっている。
　　「横浜市営バス浅間町営業所#34系統」も参照

### 35・50・346系統
- 35E：横浜駅西口 → 岡野町 → 三ツ沢総合グランド入口 → 片倉町入口 → 神大寺入口 → 栗田谷 → 松本 → 東横反町駅前 → 横浜駅西口

- 35F：神大寺入口 → 栗田谷 → 松本 → 東横反町駅前 → 横浜駅西口

- 50A：横浜駅西口 → 東横反町駅前 → 松本 → 栗田谷 → 神大寺入口 → 片倉町入口 → 三ツ沢総合グランド入口 → 岡野町 → 横浜駅西口

- 50B：横浜駅西口 → 東横反町駅前 → 松本 → 栗田谷 → 神大寺入口

- 346A：神大寺入口 → 栗田谷 → 松本 → 横浜駅西口

浅間町営業所との共管であったが、現在は浅間町営業所が単独で運行している。35・50系統とも路線名称は35系統栗田谷線だが、横浜駅の乗り場には35系統が「三ツ沢循環」と表示されている。かつては、外回りの35系統のみ存在したが、現在は、臨時便を経て設けられた50系統の方が横浜駅発の本数は多く、立場が逆転してしまった様子である。当初、神大寺入口 - 三ツ沢西町間は、三ツ沢墓地（停留所廃止）、三ツ沢中町を経由していた。そのためか、市営地下鉄の新横浜延伸までは、お盆とお彼岸に横浜駅西口→泉町→三ツ沢中町→神大寺入口→栗田谷→泉町→横浜駅西口（系統番号なし）という臨時便が運行された。
346系統は2013年8月1日 - 23日の平日ダイヤで運行された35系統Eの急行便(35系統G)運行後に行われたアンケートの結果を基に新設された急行便である。35系統Gが横浜駅西口 → 浅間下 → 神大寺入口 → 松本 → 横浜駅西口の循環便であったのに対し、346系統は神大寺入口 → 横浜駅西口のみの運行となっている。いずれも松本 → 横浜駅西口間を泉町経由で運行されている。かつては50系統の深夜バスとして362系統が平日のみ運行されていたが、2020年5月2日のダイヤ改正をもって廃止された。362系統は循環せずに浅間下から保土ケ谷車庫前へ向かっていた。こちらは従来より本営業所のみの担当であった。

### 45系統
- 45：横浜駅 - 青木通 - 瑞穂桟橋

初代・45系統。横浜駅と米軍横浜ノース・ドックのある瑞穂桟橋を結んでいた路線で、1975年（昭和50年）3月31日限りで廃止。同じく瑞穂ふ頭発着で東神奈川駅との間を結んでいた46系統は存続したが、2013年（平成25年）3月29日限りで廃止となり、瑞穂ふ頭に乗り入れるバスは消滅した。

### 47系統
- 47O：保土ケ谷車庫前 - 峯小学校前 - 浜松町 - 藤棚 - 浜松町 - 御所山 - 戸部本町 - 桜木町駅前

かつては保土ケ谷駅西口発着だったが、後に宮田町発着が新設されたため廃止された。宮田町発着も後に保土ケ谷車庫発着に変更され、昭和50年代前半までは野毛大通り・桜木町駅・吉田橋・本町四丁目を経由せず、都橋・馬車道経由で運行していた。平成に入ってからは西前商店街を経由しなくなったため、山下ふ頭方向は宮田町方面と同経路で運行する。

2006年8月31日、神奈川県生活交通確保対策地域協議会へ全線の退出申し入れが行われた。2007年1月15日に桜木町駅前 - 山下ふ頭が廃止、年度末に浅間町営業所に移管される形でいったん全線が廃止され、292系統として経路を変更の上で2年間の暫定運行、後に運行本数の変更が行われ本格運行が行われた。

### 57系統
- 57A：保土ケ谷車庫前 - 峯小学校前 - 浜松町 - 日の出町1丁目 - 伊勢佐木町 - 尾上町 - 大棧橋 - 山下ふ頭入口
- 57C：保土ケ谷車庫前 → 峯小学校前 → 岡野町 → 日の出町1丁目 → 伊勢佐木町 → 吉田橋 → 桜木町駅 → 岡野町 → 峯小学校前 → 保土ケ谷車庫前

山下ふ頭発着便は、1980年前半に本牧営業所から移管時に経路変更された。1988年には、西区役所向け路線として区民会議による要望から吉田橋循環が設定される。1990年前半に山下ふ頭発着便が廃止されたが、1998年に経路変更のうえ浅間町営業所へ移管された。

### 62系統
- 62A : 横浜駅西口 - （鶴屋町）- 洪福寺 - 和田町 - 西谷駅前 - 千丸台団地
- 62B : 保土ケ谷車庫前 ← 峯小学校前 ← 和田町 ← 西谷駅前 ← 千丸台団地
- 62C : 横浜駅西口 → 洪福寺 → 和田町 → 西谷駅前 → 千丸台集会所
- 62D : 横浜駅西口 ← (岡野町) ← 洪福寺 ← 和田町 ← 西谷駅前 ← 千丸台団地

路線沿革
- 1964年（昭和39年）9月10日 : 運行開始[2]。
- 2007年（平成19年）
  - 4月1日 : 相模鉄道（相鉄バス）が撤退。
  - 12月1日 : 日中の千丸台団地方向の便を千丸台集会所まで延長[37]
- 2018年（平成30年）12月1日 : 渋滞対策として、土休日の横浜駅方面行の経路を変更。
- 2021年（令和3年）4月1日 : 市営便が撤退。神奈中バス単独運行となる[42]。

横浜駅と千丸台団地を結ぶ路線である。横浜駅西口 - 下白根橋間で急行運転を行っており、洪福寺・峯小学校前・和田町・上星川・川島町・梅の木・西谷駅前のみ停車する。
休日ダイヤの千丸台団地発最終便のみ、保土ケ谷車庫前行きとして運行されていた。また、神奈川中央交通が平日に限り深夜バスを運行をしている。
神奈川中央交通中山営業所と共同運行を行っており、共通定期券が発売されていた。
かつては相模鉄道も共同運行していたが、2007年4月1日に撤退し、相鉄担当便は神奈川中央交通が引き継ぎ、神奈中担当便のほうが全体的に増えた。相鉄撤退後もしばらくは共通定期券に「相模鉄道」の記載が残り、その間は横浜駅西口 - 下白根橋で並行する相鉄バスにも乗車できた。
2007年12月1日より日中の横浜駅西口発便を千丸台集会所まで延伸した。これは千丸台集会所方向のみで、横浜駅西口行きは終日千丸台団地発で運行している。
2018年12月1日より土休日の鶴屋町3丁目右折待ち渋滞待避のため、従来の鶴屋町3丁目経由から岡野町経由にルートが変更された。また、共同運行する神奈中担当便も同様の変更がなされた。

2021年3月末をもって市営バスは62系統の運行から撤退し、4月1日より神奈中単独運行となった。

### 75系統
- 75C：鶴ケ峰駅南口 - くぬぎ台団地
- 75D：鶴ケ峰駅南口 - くぬぎ台団地 - 介護施設くぬぎ台

路線沿革
- 1972年（昭和46年）4月20日 運転開始[2]。
- 2006年（平成18年）1月30日 くぬぎ台団地 - 介護施設くぬぎ台延伸。
- 2017年（平成29年）2月8日 経路変更。全便中型車での運行となる。
- 2021年（令和3年）10月1日 相鉄バスへ移管[49]。

市営バスで唯一、他路線と接続しておらず、走行距離1.33kmと最短距離の路線。路線名称はくぬぎ台団地線。ノンステップバスで運行される。近年は横浜市営バスの路線別収支で、ほぼ毎年営業係数トップが続いていた（平成19年度49.6、平成20年度51.6、平成21年度：53.5、平成22年度：51.4、平成23年度：50.1、平成24年度：47.7、平成25年度51.9、平成28年度49.9、平成29年度50.9、平成30年度50.7、令和元年度51.1、令和2年度59.4）が、平成26年度の路線別収支は52.6で本牧営業所管轄の91系統の路線の営業係数が52.1になり、平成19年以来の営業係数トップの座を奪われたこともあった。回送は以前、国道16号線を通る経路だったが、国道16号線の渋滞で定時運行ができなくなったため、帷子小学校付近 - 星川駅前 - 藤塚インター - 新桜ケ丘団地 - 市沢団地入口 - 市沢町と路線外の区間や相鉄バスの運行する区間を経由するようになった。
かつて当路線専用の回数券が発売されていた。発売額は4450円で、表紙面に「5000円」と印刷されていた。中身は220円券26枚、110円券1枚、10円券2枚であり、5850円分になっていた。上記回数券は、セブンイレブンURくぬぎ台団地店で購入可能であった。
2006年1月30日、一部便が介護施設くぬぎ台まで延伸された。
先述の通り市営バス全体でもトップクラスの黒字を維持し続けたものの、営業所からの回送距離が長く非効率であったうえ、新型コロナウイルス感染症の流行を受けた業務効率化を目的として、2021年10月1日から相鉄バスによる運行に変更となった。

### 77系統
- 77E：保土ケ谷駅東口 - 権太坂 - 平和台折返場（野庭営業所と共管）
- 77F：平和台折返場 → 権太坂 → 保土ケ谷駅東口 → 水道道 → 藤棚 → 浜松町 → 水道道 → 保土ケ谷駅東口 → 権太坂 → 平和台折返場

メインは横浜駅 - 芹ヶ谷（2006年3月27日に神奈川中央交通へ移管）だが、区間便として平和台折返場発着便が存在し、当営業所は保土ケ谷駅・平和台折返場発着のみ担当した。2005年7月4日、神奈川中央交通へ移管した。
藤棚循環は当営業所が単独で担当した。1994年に廃止された28系統の代替として運行されたが、2001年10月15日に廃止された。

### 89系統
- 89B：桜木町駅前 - 日ノ出町1丁目 - 野毛山動物園前 - 一本松小学校前
- 89D：横浜駅前 - 花咲橋 - 桜木町駅前 - 日ノ出町1丁目 - 野毛山動物園前 - 一本松小学校
- 89I：横浜駅前 → (急行) → 桜木町駅前 → 日ノ出町1丁目 → 野毛山動物園前 → 一本松小学校前
- 89J：横浜駅前 ← (急行) ← 桜木町駅前 ← 日ノ出町1丁目 ← 野毛山動物園前 ← 一本松小学校前

1998年1月19日、32系統（久保山線）より分割され県庁前 - 一本松小学校前で運行を開始した路線。
1999年9月10日以降は県庁前 - 山下ふ頭を延伸し、山下ふ頭 - 県庁前 - 一本松小学校前の運行となった。2007年を迎えても平日朝夕については、全線を通しての運行が行われていたが、同年1月16日に行われた系統再編により山下ふ頭 - 桜木町駅前を廃止、桜木町駅前 - 横浜駅前間を延伸し、横浜駅前 - 桜木町駅前 - 一本松小学校前（平日朝夕は桜木町駅前発着）間の路線となった。
2015年10月1日に行われた改正からは、横浜駅前 - 桜木町駅前間の急行運転を開始した。2016年4月1日付で浅間町営業所へ移管され、さらに同年10月1日より観光スポット周遊バス『ぶらり観光SAN路線』に組み込まれ、現在は一部の便を除いて「ぶらり野毛山動物園BUS」として運行されている。

野毛山動物園の混雑時には桜木町駅前 - 日ノ出町1丁目 - 野毛山動物園前 - 一本松小学校前間の臨時便を運行することがあった。

### 115系統
- 115A：鶴ケ峰駅 - 今宿 - 下宿 - 大貫橋 - 若葉台近隣公園前 - 若葉台中央（若葉台営業所と共管、神奈川中央交通大和営業所→中山営業所と共同運行）
- 115C：鶴ケ峰駅 → 今宿ハイツ → グリーンヒル上白根 → 鶴ケ峰駅

若葉台営業所との共管で、かつ神奈川中央交通との共同運行路線である。5系統と同様に2008年2月12日、神奈川中央交通に移管された。

### 116系統
- 116A：三ツ境駅 - 西部病院 - 亀甲山 - 大貫橋 - 若葉台近隣公園前 - 若葉台中央（神奈川中央交通大和営業所→中山営業所、相鉄バス旭営業所と共同運行）
- 116B：三ツ境駅 - 西部病院 - 亀甲山 - 大貫橋 - 地区公園 - 若葉台中央

神奈川中央交通・相模鉄道との3社共同運行路線。2007年3月15日から若葉台営業所との共管となったが、2007年12月1日に神奈川中央交通へ移管された。

### 136系統
- 136：中山駅前 - 寺山町 - 上白根入口 - よこはま動物園

よこはま動物園「ズーラシア」の開園により1999年に新設された路線で、同園の営業時間帯のみ運行している。2008年2月9日、緑営業所へ移管された。

### 151系統（定期観光バス「横濱ベイサイドライン」）
| コース名                     | 経過地 |
| ---------------------------- | --- |
| まるごと早まわり(午前コース) | 横浜ランドマークタワー-赤レンガ倉庫(車窓)-横浜三塔(車窓)-港の見える丘公園-横浜ベイブリッジ(車窓)-横浜人形の家・マリンタワー・山下公園・氷川丸(車窓)-大さん橋国際客船ターミナル-横浜中華街-みなとみらい21(車窓) |
| 開港ものがたり(午後コース)   | 横浜ベイブリッジ(車窓)-三溪園-山手本通り・横浜外国人墓地(車窓)-横浜マリンタワー-開港記念広場・横浜三塔(車窓)-赤レンガ倉庫-みなとみらい21(車窓)                                                                 |
| 横浜夜景コース(土曜限定)     | コットンハーバー(車窓)-みなとみらい21(車窓)-赤レンガ倉庫-横浜三塔(ガイドツアー)-横浜ベイブリッジ(車窓)-大さん橋国際客船ターミナル-横浜ランドマークタワースカイガーデン(解散)                                   |

定期観光バス「横濱ベイサイドライン」として運行されていた。横浜駅東口を発着し各午前や午後、また夜景コースなどといったコースがあり予約制であった。また、みなとみらい地区周辺の各ホテルでの乗・下車や、中華街、赤レンガ倉庫などでの途中下車が可能である。
横浜中華街など様々な店舗での昼食・夕食や、ティークルーズと組み合わせたプランが発売されていた。

書類上、151系統という系統番号が付与されていた（過去には152系統として設定されたコースも存在した）。2016年度から観光スポット周遊バス『あかいくつ』『ぶらり観光SAN路線』に移行のため、2016年3月31日限りで廃止。

### 197系統
- 197：桜木町駅前（市役所口）→パシフィコ横浜→横浜駅改札口前→新高島駅前→パシフィコ横浜→桜木町駅前（市役所口）

2021年3月16日-3月26日、および11月22日-12月19日に試験運行された路線で、3月の運行では浅間町営業所,滝頭営業所との共管、11,12月の運行では港北営業所,本牧営業所,滝頭営業所との共管路線であった。書類上の系統番号は197系統であったが案内上系統番号は使用されず、「みなとみらいループバス」の愛称がバス停や行き先表示に掲示されていた。また、この路線では実証実験で運賃が100円となっていた。車両に関しては、複数の車両が乗合登録から貸切登録に変更され使用された。（終了後に一般路線へ復帰）

### 199系統
| No.  | 運行区間 |
| ---- | --- |
| 199C | 平和台折返場 → 児童遊園地前 → 北永田 → 井土ケ谷駅前 → 鶴巻 → 蒔田駅前 → 阪東橋 → 南区総合庁舎前 → 扇町 → 関内駅北口 → 羽衣町 → 阪東橋 → 蒔田駅前 → 井土ケ谷駅前 → 北永田 → 児童遊園地前 → 平和台折返場 |

- 2016年2月8日 - 南区役所の移転に伴い、199系統の原型となる南区総合庁舎経由関内駅北口循環を新設する[61][62]。南区役所前の停留所名称を蒔田中学校前に変更。
- 2017年2月8日 - 南区総合庁舎経由のルートを井土ケ谷下町経由に変更し、系統番号を「79系統」から「199系統」に改める[63][64]。また、神奈中バスとの乗り継ぎ割引が設定される[65]。
- 2020年4月1日 - 神奈中バスとの乗り継ぎ割引廃止に伴い、鶴巻経由に変更[66]。
- 2025年3月15日 - 199系統を区間短縮したうえで、79系統に名称を変更[67]。

2016年に南区総合庁舎が浦舟町に移転したことにより、アクセス路線として開設されたのが原型である。当初こそ79系統として運行されていたが、2017年のダイヤ改正にて経路変更と共に199系統に変更、同日の改正で運行を終了した南区総合庁舎シャトルバスの代替えとして神奈中バスとの乗継割引も設定された。2025年のダイヤ改正にて市大病院までの運行となり、系統番号も79系統に戻る形となった。

### 201・202系統
- 201B：横浜駅西口 → 松本 → 三ツ沢西町 → 和田町 → 浅間町車庫 → 横浜駅西口
- 201E：横浜国大前 → 和田町 → 浅間町車庫 → 横浜駅西口
- 202B：横浜駅西口 → 浅間町車庫 → 和田町 → 三ツ沢西町 → 松本 → 横浜駅西口
- 202G：横浜駅西口 → 浅間町車庫 → 和田町 → 横浜国大前

浅間町営業所へ移管した。

### 270系統（西区おでかけサポートバス）
- 270G：横浜桜木郵便局前 → 桜木町駅前 → 地域ケアプラザ → 西区総合庁舎入口 → 浜松町 → 羽沢稲荷 → 野毛山動物園前 → 中央図書館 → 横浜桜木郵便局前

横浜市営バスでは唯一のコミュニティバスで、横浜市都市計画局と西区の「おでかけサポートバス実証実験事業」として運行されていた。2003年12月15日運行開始、利用者の減少に伴い2007年3月31日をもって廃止された。この系統番号は後に、横浜駅と赤レンガ倉庫を結ぶ直行バスが使用していたが、こちらも廃止された。

### 362系統（深夜バス）
- 362A : 横浜駅西口 → 東横反町駅前 → 松本 → 栗田谷 → 神大寺入口 → 片倉町入口 → 三ツ沢総合グランド入口 → 浅間下 → 峯小学校前 → 保土ケ谷車庫前

50系統の深夜バスである。平日のみ運行されていた。2020年5月2日のダイヤ改正で廃止された。

## 車両

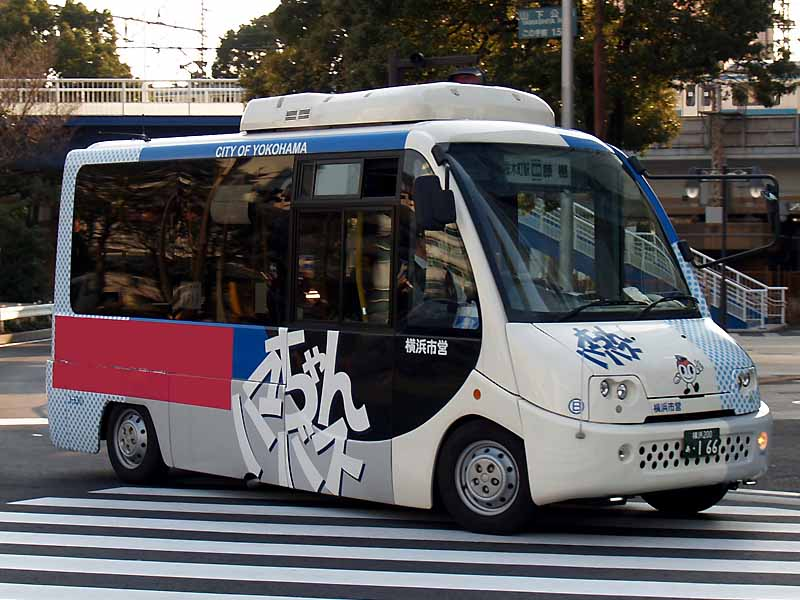
西区おでかけサポートバス「ハマちゃんバス」専用車両 (3-5301)
日野・ポンチョ（初代）

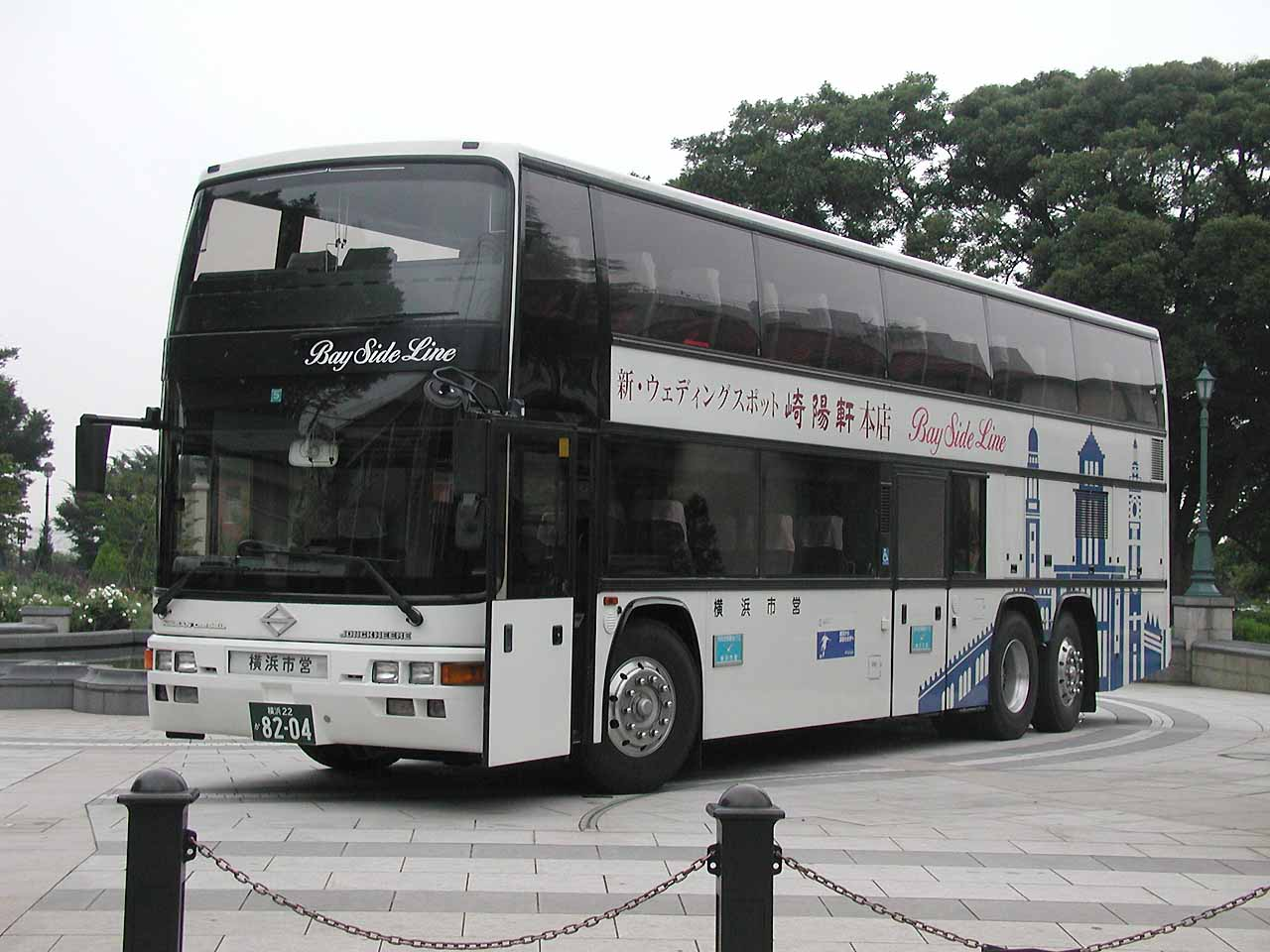
横濱ベイサイドラインの2階建バス
2代目車両 (3-4003)
ヨンケーレ・モナコ
滝頭営業所からの転属車

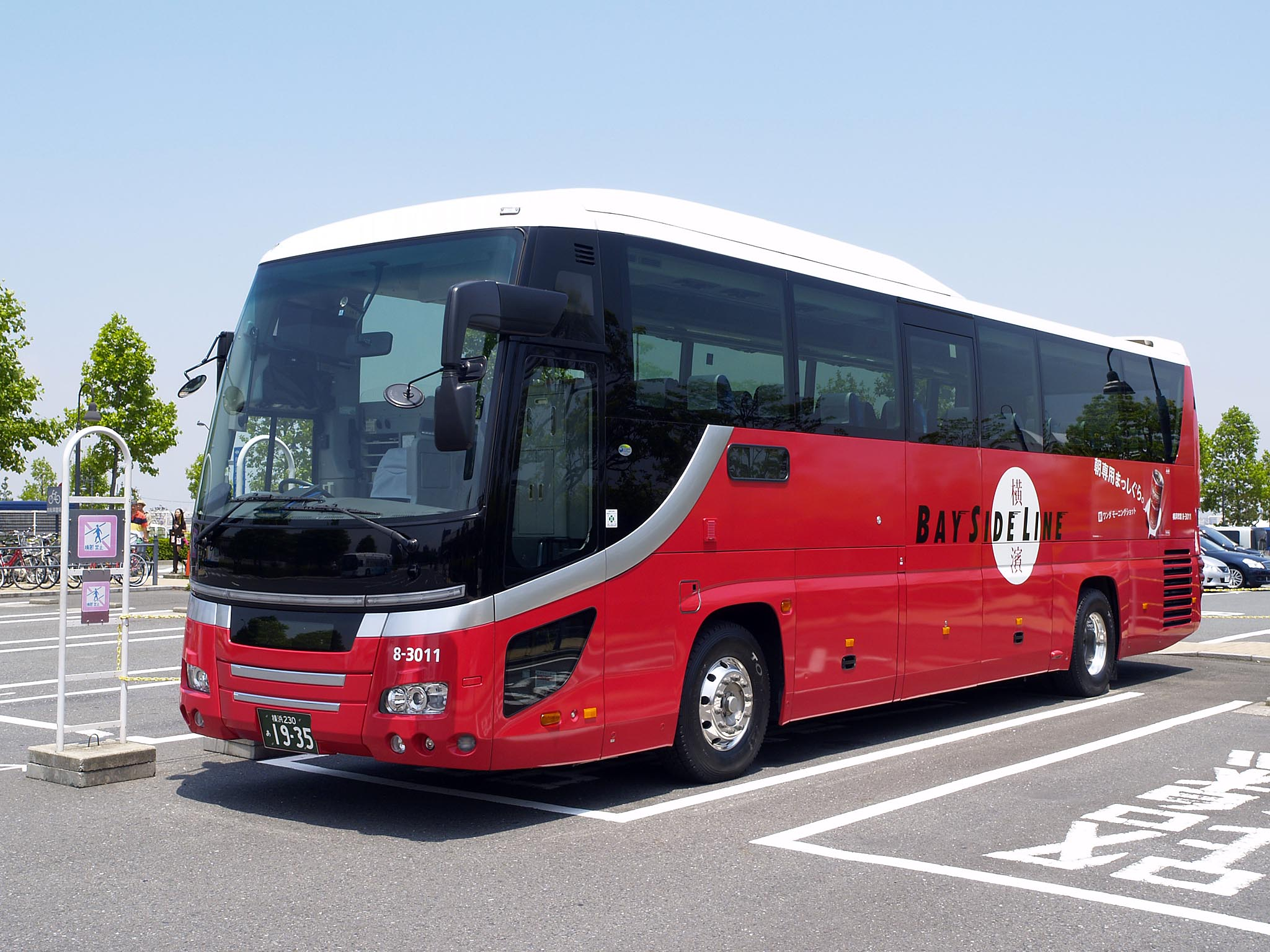
かつて在籍した貸切車両（現在は滝頭営業所に転属）（新塗装）
3代目車両 (8-3011)
日野・セレガSHD 2008年式、リフトバス

横浜市営バスでは、2003年度（平成15年度）までは各営業所ごとに導入車両メーカーの指定があり、保土ケ谷営業所、浅間町営業所、港南営業所、廃止された野庭営業所では、日野自動車を指定メーカーとしていた。いずれの営業所も、日野車は日野車体工業製の純正車体で導入していた。ただし新製配置後に他の営業所へ転出した車両もある。
大型路線車は、横浜市営バスでは主流のホイールベース (WB) 4.8mの短尺車を採用。日野・RE（RE100→K-RE101LF）を多く導入した。保土ケ谷・浅間町・港南営業所では、日野・RE101（K-RE101LF）の試験冷房車が合計4台配置された。
スケルトンボディにモデルチェンジして日野・ブルーリボン（HT/HU系）が発売されると、保土ケ谷営業所でも大量導入され、機械式AT車や車椅子用リフトバスも配置された。1991年から1993年にかけては、ハイブリッドバスのブルーリボンHIMR（U-HT2MLA→U-HT2MLAH）も導入された。

また保土ケ谷営業所では、1989年に日野・ブルーリボンの貸切車（P-RU637BB）が在籍し、1989年4月導入の9-3002号車は横浜博覧会の際に「EUROPA FREE SHUTTLE BUS」として使用された。そのほか、日野・ブルーリボンHTの特定車（WB5.2m）、日野・セレガGDの貸切車が2台ずつ在籍した。
横浜市営バスでは1994年から港北ニュータウン営業所でミニバス路線の運行を開始し、これに伴い小型路線車の導入を開始。1995年度からは保土ケ谷営業所を皮切りに日野・リエッセの導入が開始され、同年度後半には滝頭営業所でも導入開始された。のちに一部は磯子営業所へ転属している。スクールバス用の特定車も2台（8-3108～3109）在籍した。当営業所ではミニバス路線を多く担当するためリエッセが集中配置され、2005年度（年式は2006年式）までまとまった数が導入された。また本牧営業所など他の営業所に配置されたリエッセも当営業所に転属し一大勢力を誇ったが、2018年3月までに全車除籍され、横浜市営バスのリエッセは消滅した。
2004年度（平成16年）から入札制度が導入され、営業所ごとのメーカー指定はなくなった。そのため日野自動車製以外の車両も配置されるようになり、2010年にはいすゞ・エルガが導入された。
2008年には市内定期遊覧バス「横濱ベイサイドライン」用に日野・セレガSHDが2台配置された。2011年には定期観光車と同等仕様の貸切専用車（日野・セレガ）が導入された。2010年夏には新たに貸切専用車（ブルーリボンII・トップドア車）が導入された。2010年以降導入された車両は高速道路走行が可能なため、横浜市内のみならず市内出発の神奈川県内全域や東京都など、県外への長距離貸切輸送にも対応できるようになっている。しかしこれらの貸切車両は2021年に滝頭営業所に転属し、現在は在籍していない。またこれに伴い、貸切の運行も滝頭営業所に移管されている。
中型車は、1998年に日野・レインボーRJが配置され、32・89・210系統で使用されていたが、2013年より新車の日野・レインボーIIが導入され、一部を除きRJを置き換えた。2014年には新たにいすゞ・エルガミオが導入された。
2003年には「西区おでかけサポートバス」用に日野・ポンチョ（初代）を3台導入（3-5301～5303）。2007年からは日野・ポンチョ（2代目）の導入が開始され、リエッセを置き換えた。22・31・33・211・212・218系統・聖隷横浜病院循環で使用されている。
2014年8月には港南営業所からいすゞ・エルガワンステップ（長尺車）が転属し、101系統で運用される。
2024年8月16日現在、営業車は100両在籍し、全営業所で一番車両数が多い。
- 大型車
  - 日野・ブルーリボン、ブルーリボンシティハイブリッド、ブルーリボンII
  - いすゞ・エルガ、エルガハイブリッド（すべてジェイ・バス製）
- 中型車
  - 日野・レインボーII
  - いすゞ・エルガミオ
- 小型車
  - 日野・ポンチョ
- 過去の車両
定期観光バス用として2階建バスのヨンケーレ・モナコ（U-RG620VBN、1994年式）が当営業所に在籍していたが、これは滝頭営業所からの転属車だった。
ミニバス路線用の小型車として日野・リエッセが集中配置されたが、ポンチョや中型車への置き換えにより現存しない。
貸切用としていすゞ・ガーラ2台、日野・セレガ5台、日野・ブルーリボンII1台、三菱ふそう・エアロエース3台が当営業所に在籍していたが、2021年7月〜10月にかけて全車両が滝頭営業所に転属した。